# South Glengarry
South Glengarry est une municipalité de canton canadienne de l'Ontario. Elle est située dans les comtés unis de Stormont, Dundas et Glengarry, dans le Sud-Est ontarien.

## Géographie

### Localités
South Glengarry comporte plusieurs villages, hameaux et secteurs :  
- Ancienne municipalité du canton de Charlottenburgh : Glen Walter, Green Valley, Martintown, Summerstown, Summerstown Station, St. Raphaels, Williamstown, Avondale, Cashions Glen, Glen Brook, Glendale, Glen Falloch, Glenroy, MacGillivrays Bridge, Munroes Mills, Tyotown, Bayview Estates, Glendale Subdivision, Glen Gordon, Loon Island, North Branch, Camerons Point, Danis Point, Farlingers Point, Flannigans Point, Fraser Point, McGibbons Point, Pilons Point, Prévost Point et Stonehouse Point.
- Ancienne municipalité du canton de Lancaster : Bainsville, Brown House Corner, Dalhousie Mills, Glen Nevis, Glen Norman, Bridge End, Curry Hill, Pine Hill, Lancaster Heights, Maple Hill, North Lancaster Station, Picnic Grove, Redwood Estates, Brittania Point, Creg Quay, Faulkners Point, Nadeaus Point, Pointe Mouillée et Westleys Point.
- Ancienne municipalité du village de Lancaster : North Lancaster et South Lancaster.

## Histoire
La municipalité du canton de South Glengarry a été créée en 1998 par la fusion de trois municipalités : le canton de Charlottenburgh, le canton de Lancaster et le village de Lancaster.

## Démographie
South Glengarry est une municipalité à majorité anglophone, quoique 29,0 % de la population soit de langue maternelle française selon le recensement du Canada de 2021. Également, 47,9 % des habitants savent parler français. 
| 2001   | 2006   | 2011   | 2016   | 2021   |
| ------ | ------ | ------ | ------ | ------ |
| 12 700 | 12 880 | 13 162 | 13 150 | 13 330 |